# 鸡鸣驿站
鸡鸣驿站是一个大准线上的铁路车站，位于内蒙古自治区和林格尔县榆村梁，建于1993年，目前为四等站，邮政编码为011508。目前客运：办理旅客乘降；行李、包裹托运；货运：办理整车货物发到。